# スリーピングビューティー (漫画)
『スリーピングビューティー』（Sleeping Beauty）は、堂本奈央による日本の漫画作品。『ARIA』（講談社）にて2013年6月号から2014年10月号まで連載された。単行本は全3巻。

## あらすじ
3年前、17歳の時に交通事故に遭って記憶を失ったモデルの水原雪。事故の後遺症か、どこか無気力な日々を送っていたが、大学入学後のコンパでモデルに見劣りしないイケメンの橘裕也、その親友の加瀬永嗣ら6人と知り合う。ある日、裕也の大学で皆で話していると、3年前に失踪した女子高生の遺留品が見つかったとのニュースが流れ、裕也たちが激しく動揺する。失踪した女子高生、森エリカと松島咲の2人は、裕也の元彼女と永嗣の彼女で、永嗣は今も咲の生存を信じて手がかりを探し続けているという。後日、裕也らと失踪現場に手がかりを探しに行った雪は、廃墟で白骨死体を発見し、気を失ってしまう。自宅に帰り寝ていた雪は、恐ろしい夢を見て、記憶の断片がよみがえる。唯一の家族である兄に取りすがると、「君は3年前に下校途中に襲われた」「本当の名前は松島咲だ」と言われる。自分は一体何者なのか、記憶の空白を取り戻したいという思いを強くする。

## 登場人物
水原 雪（みずはら ゆき）
主人公のモデル。20歳。大学1年生。17歳の時に交通事故に遭い、記憶喪失になる。モデル業は事故前からやっていたらしく、記憶が戻るきっかけになればと思い、続けている。
橘 裕也（たちばな ゆうや）
雪とは別の大学の法学部生。かなりの美青年で、雪には「キラキラしている」と言われていた。父親は警察幹部。
加瀬 永嗣（かせ えいじ）
裕也の高校時代からの親友。彼女だった咲を探す資金を稼ぐため、風俗店などでバイトをしている。女性と揉めることが多い。雪とは当初折り合いが良くなかったが、行動を共にするうちに両思いになる。
神谷 宗一郎（かみや そういちろう）
裕也の同級生。裕也と永嗣とは中学からの腐れ縁。見た目は地味で眼鏡をかけている。家事全般何でもこなし、自宅は裕也と永嗣のたまり場になっている。
榛名 舞子（はるな まいこ）
雪の大学の同級生。1年留年しており、雪と同い年の20歳。
近藤 啓太（こんどう けいた）
裕也の同級生。5人とは大学で知り合った。
小野 芳春（おの よしはる）
裕也の同級生。大学内で手首を切った状態で発見される。
安住 浩介（あずみ こうすけ）
裕也の同級生。自宅のバスルームで手首を切って血まみれの状態で発見される。
水原 志貴（みずはら しき）
雪の兄。外科医。幼い頃に両親が離婚し、雪は母親と暮らしていたが、雪が15歳の時に母親が亡くなり、引き取る。その後、開業医だった父親が亡くなり、医大に通いながら雪を育てた。重度のシスターコンプレックス。
森 エリカ（もり エリカ）
3年前に失踪した、裕也の高校時代の元彼女。
松島 咲（まつしま さき）
エリカと一緒に失踪した親友。永嗣の彼女だった。

## 書誌情報
- 堂本奈央『スリーピングビューティー』 講談社〈KC ARIA〉 全3巻
  1. 2013年10月7日発売、ISBN 978-4-06-380653-3
  2. 2014年4月7日発売、ISBN 978-4-06-380685-4
  3. 2014年10月7日発売、ISBN 978-4-06-380716-5